# Khawkinea quartana
Khawkinea quartana, secondo una classificazione filogenetica ((Moroff) T.L. Jahn 1946: 264) è una specie del supergruppo Excavata appartenente alla famiglia Astasiaceae.

## Caratteristiche
Khawkinea quartana vive esclusivamente in acqua dolce, ed è stata scoperta da Moroff e T.L. Jahn nel 1946 (allora erroneamente classificata nel genere Euglena), in Germania (Halle).
Altri ritrovamenti sono avvenuti in India nel 2012. e in Gran Bretagna nel 2011
L'ultima validazione del flagellato euglenoide incolore Khawkinea quartana avvenne nel 2000: precedentemente era assegnato al genere Euglena e poi trasferito a Khawkinea. L'assegnazione a Khawkinea è giustificata dalla presenza di un apparato ocellare. Il riesame di questa specie, con una documentazione accompagnata della sua ultrastruttura, rivela schiaccianti somiglianze con Khawkinea pertyi ((Pringsheim & Hovasse) Pringsheim ex D.G. Angler, 2000), soprattutto a livello di struttura fine.

## Classificazioni alternative
Una classificazione ormai obsoleta inserisce questa specie nel genere Euglena, nella sottofamiglia delle Euglenoideae, famiglia delle Euglenaceae, ordine Euglenales, sottoclasse Euglenophycidae, classe Euglenophyceae, infraphylum Dipilida, subphylum Euglenoida, phylum Euglenozoa, sottoregno Eozoa, Regno Protozoa, finché non si è scoperto che tali gruppi sono parafiletici.